# Eesti Pank

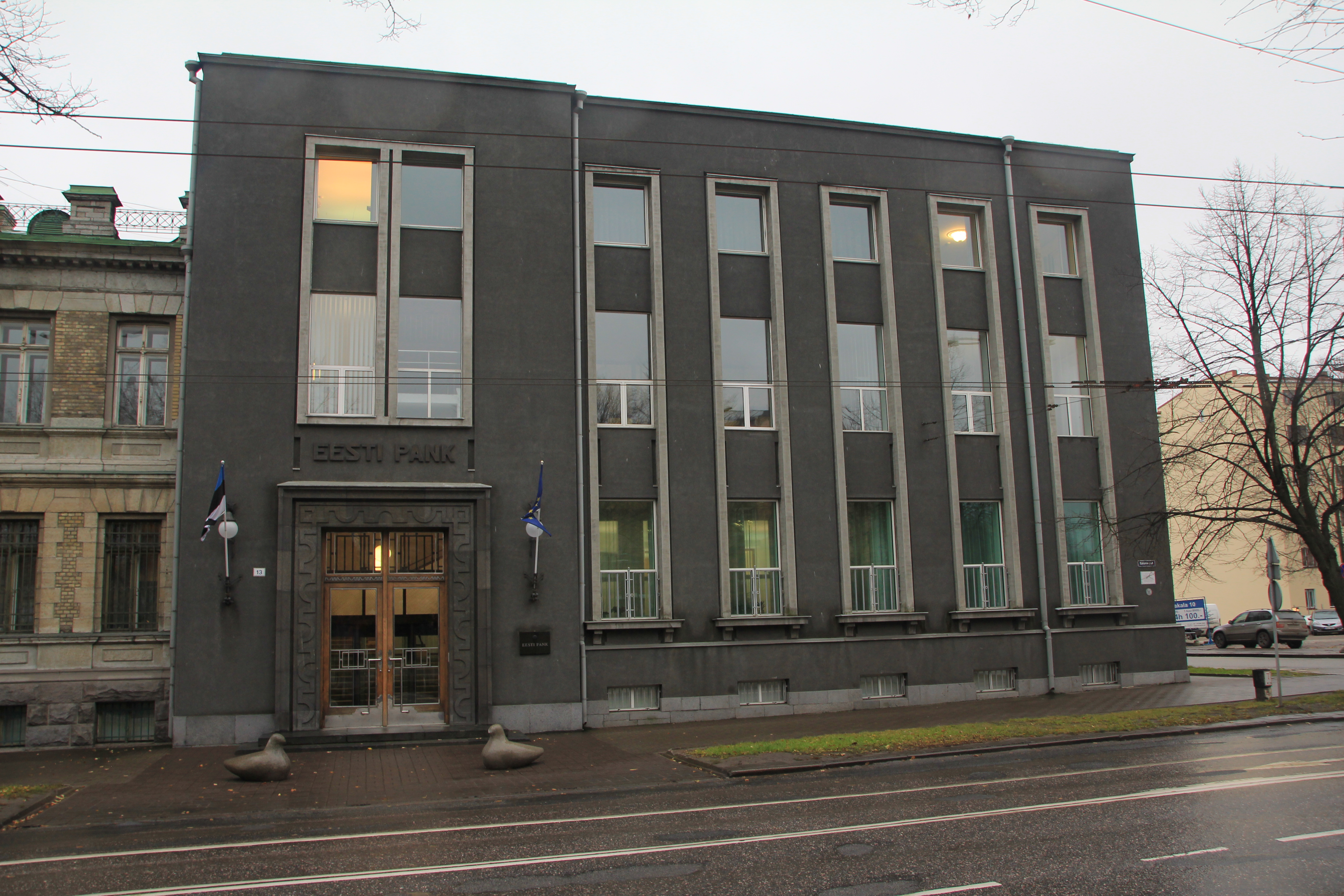
Eesti Pank (deutsch Estnische Bank) - Zentralbank der Republik Estland (2010)

Die Eesti Pank (deutsch Estnische Bank) ist die Zentralbank der Republik Estland.

## Geschichte

### Republik Estland ab 1918
Die Eesti Pank wurde durch die Provisorische Regierung der Republik Estland am 24. Februar 1919, genau ein Jahr nach Ausrufung der estnischen Unabhängigkeit, gegründet. Ab 1921 gab die Eesti Pank die eigene Währung Estlands, die Estnische Mark, heraus. Sie wurde am 1. Januar 1928 im Rahmen einer Währungsreform durch die Estnische Krone ersetzt. Diese war zunächst im Kurs 1:1 an die Schwedische Krone (= 0,403226 Gramm Gold) gebunden. 1933 wurde die Estnische Krone um 35 % abgewertet und an das Britische Pfund im Wert 1 Pfund Sterling = 18,35 Estnische Kronen gebunden.
Mit der Besetzung Estlands durch die Sowjetunion 1940 wurde die Eesti Pank verstaatlicht. Als Staatsbank der Estnischen Sozialistischen Sowjetrepublik wickelte sie unter der Kontrolle Moskaus die Geldgeschäfte in Estland ab. Der Sowjetische Rubel wurde als alleiniges Zahlungsmittel eingeführt. Der Umtauschkurs wurde sehr zum Nachteil der damaligen estnischen Wirtschaft auf 1 Estnische Krone = 1,25 Rubel festgelegt.

### Wiedererlangung der estnischen Unabhängigkeit
Kurz vor der Loslösung Estlands von der Sowjetunion wurde am 15. Dezember 1989 entschieden, die Eesti Pank mit Wirkung zum 1. Januar 1990 wiederzugründen. Am 28. Dezember 1989 wurde das Bankgesetz der Republik Estland (Eesti Vabariigi Pangaseadus) angenommen. Es sieht das selbständige Emissionsrecht der Eesti Pank für einheimische Zahlungsmittel vor. Am 15. März 1990 wurde die Satzung der Eesti Pank angenommen, die daraufhin ihre Arbeit aufnahm.
Am 20. Juni 1992 trat die estnische Währungsreform in Kraft, die Estland aus der Rubelzone löste. Einziges Zahlungsmittel in der Republik Estland war von da an die Estnische Krone (EEK). Sie war im Kurs 8 EEK = 1 DM fest an die Deutsche Mark gebunden. Mit der Fixierung der Wechselkurse innerhalb der Europäischen Währungsunion betrug der Fixkurs ab dem 31. Dezember 1998 1 Euro = 15,6466 EEK.

### Euroeinführung
Am 1. Mai 2004 wurde die Eesti Pank Mitglied im Europäischen System der Zentralbanken. Ab 27. Juni 2004 war Estland Mitglied im Wechselkursmechanismus II.
Mit dem Beitritt Estlands zur Europäischen Union am 1. Mai 2004 war das erklärte Ziel der estnischen Regierung die baldige Einführung des Euro. Am 15. Dezember 2004 wurde das Design der künftigen estnischen Euromünzen vorgestellt. Am 1. Januar 2011 wurde in Estland der Euro als gesetzliches Zahlungsmittel eingeführt.

## Aufgaben
Die Eesti Pank erfüllt heute alle Funktionen einer modernen Zentralbank. Hierzu gehören die Entwicklung und Gestaltung der Geld- und Währungspolitik der Republik Estland, die Beaufsichtigung des Bankensektors, die Garantie eines funktionierenden Zahlungsverkehrs in Estland sowie Maßnahmen zur Stabilisierung des estnischen Finanzsystems. Die Politik der Eesti Pank ist der Preisstabilität verpflichtet. Ihre Tätigkeit wird durch das Gesetz über die Estnische Bank (Eesti Panga Seadus) geregelt.

## Organisation
Oberstes Organ der Eesti Pank ist der Zentralbankrat (Eesti Panga Nõukogu) mit einem Vorsitzenden und acht weiteren Mitgliedern. Die Bank wird durch den Vorstand der Eesti Pank geleitet, der sich aus dem Präsidenten der Estnischen Zentralbank und drei Vizepräsidenten zusammensetzt.

## Präsidenten der Estnischen Zentralbank
- Mihkel Pung, März 1919 – August 1919
- Eduard Aule, Oktober 1921 (ab August 1919 bereits geschäftsführend) – Oktober 1925
- Artur Uibopuu, Oktober 1925 – November 1926
- Jüri Jaakson, November 1926 – Juli 1940
- Juhan Vaabel, Juli 1940 – Oktober 1940
- Martin Köstner, 1944–1949
- Oskar Kerson, 21. Januar 1968 – 31. Dezember 1980
- Rein Otsason, 28. Dezember 1989 – 23. September 1991
- Siim Kallas, 23. September 1991 – 27. April 1995
- Vahur Kraft, 27. April 1995 – 7. Juni 2005
- Andres Lipstok, 7. Juni 2005 – 7. Juni 2012
- Ardo Hansson (seit dem 7. Juni 2012)